# Carex elynoides
Carex elynoides är en halvgräsart som beskrevs av Herman Theodor Holm. Carex elynoides ingår i släktet starrar, och familjen halvgräs. Inga underarter finns listade i Catalogue of Life.